# Pandora gloeospora
Pandora gloeospora är en svampart som först beskrevs av Paul Vuillemin, och fick sitt nu gällande namn av Humber 1989. Pandora gloeospora ingår i släktet Pandora och familjen Entomophthoraceae.   Inga underarter finns listade i Catalogue of Life.